# Oporinia altivagata
Oporinia altivagata là một loài bướm đêm trong họ Geometridae.